# Adürmakhidák
Adürmakhidák, ókori néptörzs Líbiában a tengerpart közelében, Egyiptom tőszomszédságában. Igen keveset tudunk róluk, néhány különös szokásukat Hérodotosz írta le (4, 168):
"Libüa népei ilyen sorban helyezkednek el. Ha Egyiptomból indulunk, a határhoz legközelebb lakó libüai nép az adürmakhida – ezek nagyobbrészt egyiptomi szokások szerint élnek, de olyan viseletben járnak, mint a többi libüai. Az asszonyok bronzkarikákat hordanak lábukon, hajukat hosszúra növesztik, s aki tetűt fog a hajában, összeroppantja a fogával, és úgy dobja el. A libüaiak közül egyedül ők teszik ezt, s ugyancsak egyedül náluk él az a szokás, hogy a házasság előtt a hajadonokat a király elé állítják, s amelyik a legjobban tetszik neki, annak elveszi a szüzességét. Az adürmakhidák az Egyiptom és a Plünosz nevű kikötő közti területen laknak."